# Liste des régions françaises classées par IDH

Carte des régions françaises et des territoires d'outre-mer par IDH en 2017.
Légende:
> 0,900
0,880 - 0,900
0,860 - 0,880
0,800 - 0,860
< 0,800

Le tableau ci-dessous présente le classement des régions françaises et des territoires d'outre-mer par Indice de développement humain à partir de 2015. Les régions de 2016 et de 2015 sont affichées côte à côte. 
| Rang           | Ancienne région (avant 2016) | Région depuis 2016         | IDH (2021)     | Pays similaire      |
| IDH très élevé | IDH très élevé               | IDH très élevé             | IDH très élevé | IDH très élevé      |
| -------------- | ---------------------------- | -------------------------- | -------------- | ------------------- |
| 1              | Île-de-France                | Île-de-France              | 0,956          | Islande             |
| 2              | Rhône-Alpes                  | Auvergne-Rhône-Alpes       | 0,921          | États-Unis          |
| 3              | Midi-Pyrénées                | Occitanie                  | 0,918          | Malte               |
| –              | France                       |                            | 0,905          | Espagne             |
| 4              | Provence-Alpes-Côte d'Azur   | Provence-Alpes-Côte d'Azur | 0,907          | Émirats arabes unis |
| 5              | Alsace                       | Grand Est                  | 0,905          | Espagne             |
| 5              | Aquitaine                    | Nouvelle-Aquitaine         | 0,904          | Espagne             |
| 7              | Pays de la Loire             | Pays de la Loire           | 0,902          | Espagne             |
| 8              | Bretagne                     | Bretagne                   | 0,901          | Espagne             |
| 9              | Auvergne                     | Auvergne-Rhône-Alpes       | 0,900          | Chypre              |
| 10             | Languedoc-Roussillon         | Occitanie                  | 0,896          | Italie              |
| 10             | Poitou-Charentes             | Nouvelle-Aquitaine         | 0,894          | Italie              |
| 12             | Centre-Val de Loire          | Centre-Val de Loire        | 0,892          | Estonie             |
| 12             | Franche-Comté                | Bourgogne-Franche-Comté    | 0,891          | Estonie             |
| 12             | Limousin                     | Nouvelle-Aquitaine         | 0,890          | Estonie             |
| 12             | Lorraine                     | Grand Est                  | 0,889          | République tchèque  |
| 16             | Bourgogne-Franche-Comté      | Bourgogne-Franche-Comté    | 0,888          | Grèce               |
| 16             | Haute-Normandie              | Normandie                  | 0,883          | Grèce               |
| 18             | Basse-Normandie              | Normandie                  | 0,882          | Grèce               |
| 18             | Champagne-Ardenne            | Grand Est                  | 0,881          | Grèce               |
| 20             | Nord-Pas-de-Calais           | Hauts-de-France            | 0,880          | Grèce               |
| 21             | Corse                        | Corse                      | 0,878          | Pologne             |
| 22             | Picardie                     | Hauts-de-France            | 0,877          | Pologne             |
| 23             | Martinique                   |                            | 0,851          | Qatar               |
| 24             | Réunion                      |                            | 0,844          | Argentine           |
| 25             | Guadeloupe                   |                            | 0,835          | Turquie             |
| IDH élevé      |                              |                            |                |                     |
| 26             | Mayotte                      |                            | 0,784          | Seychelles          |
| 27             | Guyane                       |                            | 0,781          | Maurice             |